# Borusiv, Jîdaciv
Borusiv (în ucraineană Борусів) este un sat în comuna Vîbranivka din raionul Jîdaciv, regiunea Liov, Ucraina.

## Demografie
Componența lingvistică a localității Borusiv
     Ucraineană (100%)
Conform recensământului din 2001, toată populația localității Borusiv era vorbitoare de ucraineană (100%).